# Drumul european E771
E771 este un drum de interes european cu o lungime de 0.5 km care face legătura drumul național DN6A cu intersecțiile DN6 din județul Mehedinți.